# معبد ایشی‌یاما هونگان

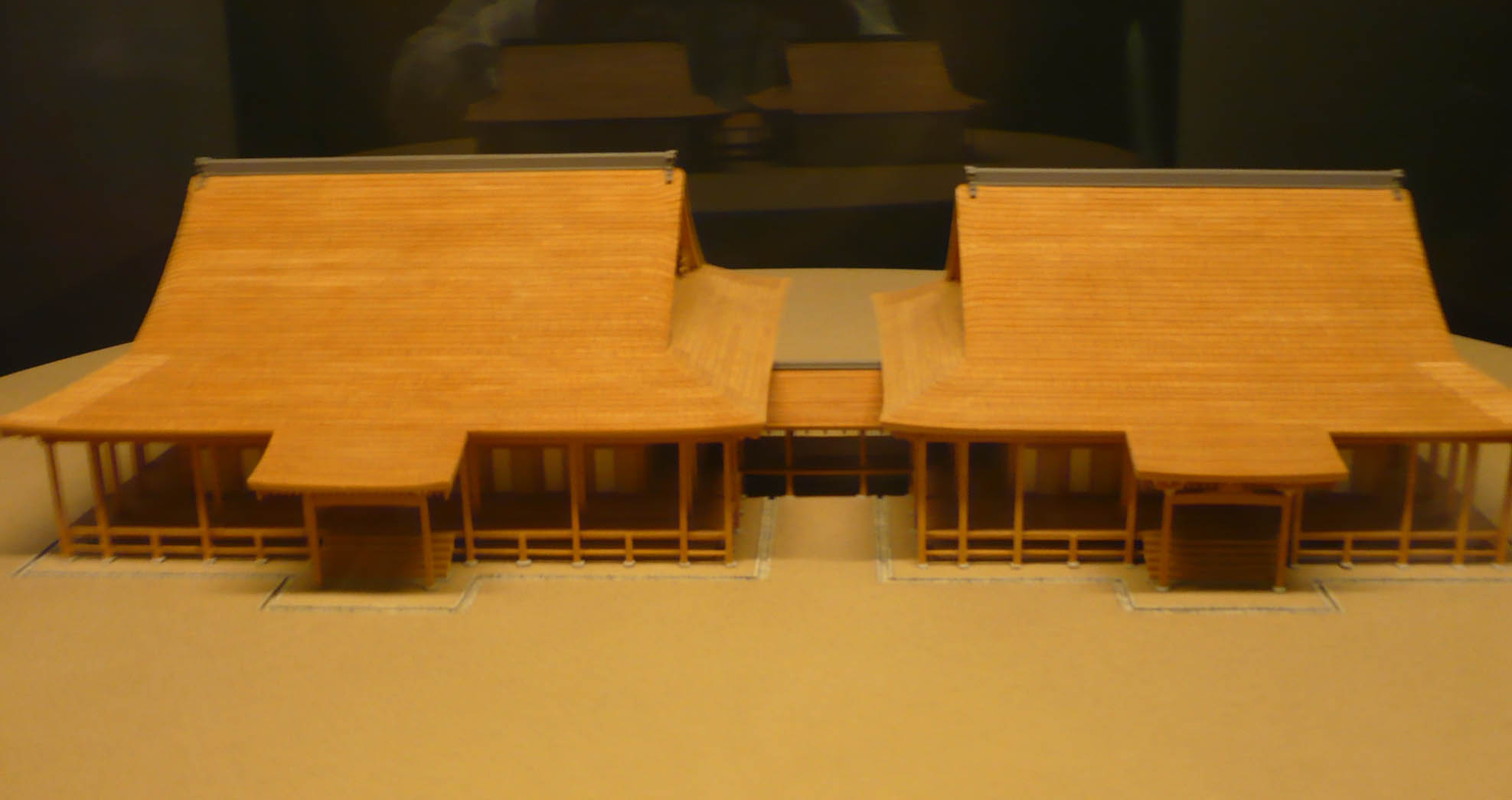
مدلی ساخته شده از معبد

معبد ایشی‌یاما هونگان (به ژاپنی: 石山本願寺 Ishiyama Hongan-ji) معبد و دژ متعلق به شین بودیسم از آغاز دوره سنگوکو تا دوره آزوچی–مومویاما بود. این معبد در اوساکا در ژاپن قرار داشت.